# بیلی کلاک
بیلی کلاک (انگلیسی: Billy Kellock; ۱۸ آوریل ۱۸۸۹ – ۱۹۵۸ (۶۸−۶۹ سال)) بازیکن فوتبال اهل بریتانیا بود.
از باشگاه‌هایی که در آن بازی کرده‌است می‌توان به باشگاه فوتبال استوک‌پورت کانتی، باشگاه فوتبال تورکی یونایتد، باشگاه فوتبال بارو، و باشگاه فوتبال پلیموث آرگیل اشاره کرد.